# Max Spitta
Pour les articles homonymes, voir Spitta.
August Adolf Max Spitta, né le 13 juillet 1842 à Lissa, arrondissement de Lissa dans la province de Posnanie et mort le 12 décembre 1902 à Berlin, est un architecte allemand.

## Biographie
Spitta est le fils d'un médecin-chef. Il étudie au lycée Saldern (de) à Brandebourg-sur-la-Havel et, après avoir passé son examen de fin d'études secondaires dans cet établissement, il est pendant un an l'élève du Hofbaurat Adolf Lohse (de) à Berlin. Spitta étudie à l'académie d'architecture de Berlin d'où il sort avec son diplôme de conducteur de travaux en 1868, puis il devient architecte en 1872, après son référendariat d'État. Il demeure alors au service de l'État prussien, jusqu'à la fin de sa vie. Il travaille d'abord pour le gouvernement municipal de Berlin, et aussi à la commission ministérielle d'architecture. Il est conseiller exécutif au ministère des Cultes à partir de 1896 et membre de l'académie prussienne d'architecture en 1899.

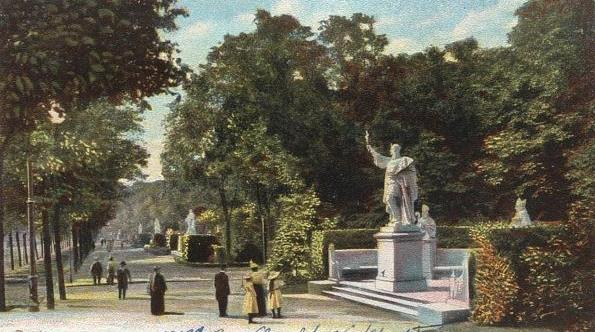
Vue de l'allée de la Victoire en 1902

Le Kaiser Guillaume II tenait Spitta en grande estime et lui confia nombre de projets, dont celui de l'aménagement de la Siegesallee (allée de la Victoire) à Berlin dans le quartier de Tiergarten. Cependant Spitta est surtout connu pour ses multiples constructions d'églises et de bâtiments sacrés dans le goût historiciste, notamment à Berlin.
Max Spitta était le neveu de Theodor Spitta (1823-1908), peintre paysager et peintre de marines, dont la fille Gertrud (née en 1881) était aussi peintre.
Il est enterré au cimetière de Dorotheenstadt.

## Hommage
Une rue de Berlin, près de l'église du Rédempteur, porte son nom depuis 1938, la Spittastraße.

## Quelques œuvres

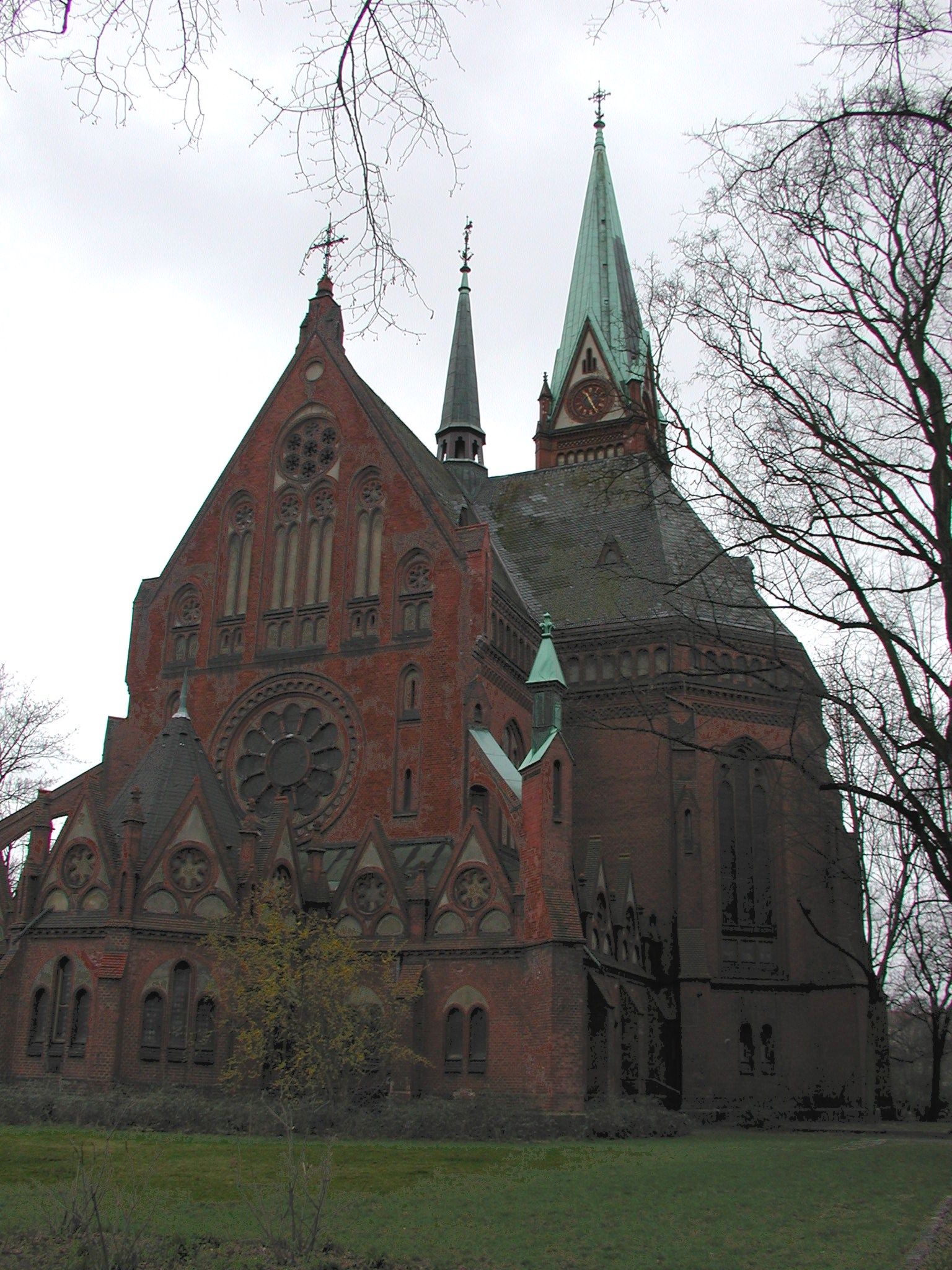
Vue de l'abside de la Neue Nazarethkirche

- 1890-1892, l'église du Rédempteur dans le quartier de Lichtenberg (Berlin), en collaboration avec Conrad Wilhelm Hase
- 1891-1893, la Nouvelle église de Nazareth à Berlin-Wedding
- 1891-1895, l'église de Gnaden (de) à Berlin-Mitte

- 1895-1897, l'église d'Auen (de) à Berlin-Wilmersdorf
- 1898, réaménagement de l'intérieur de l'abbaye de Maria Laach
- 1898-1900, l'église Saint-Jean-Baptiste de Berlin (de) (Auguststraße)
- 1898-1900, l'église du Golgotha (de) à Berlin-Mitte
- 1900, la fontaine allemande de Constantinople (aujourd'hui Istanbul), d'après un dessin de Guillaume II
- 1900-1902, projet de l'église du Rédempteur de Bad Homburg